# Mary Delany

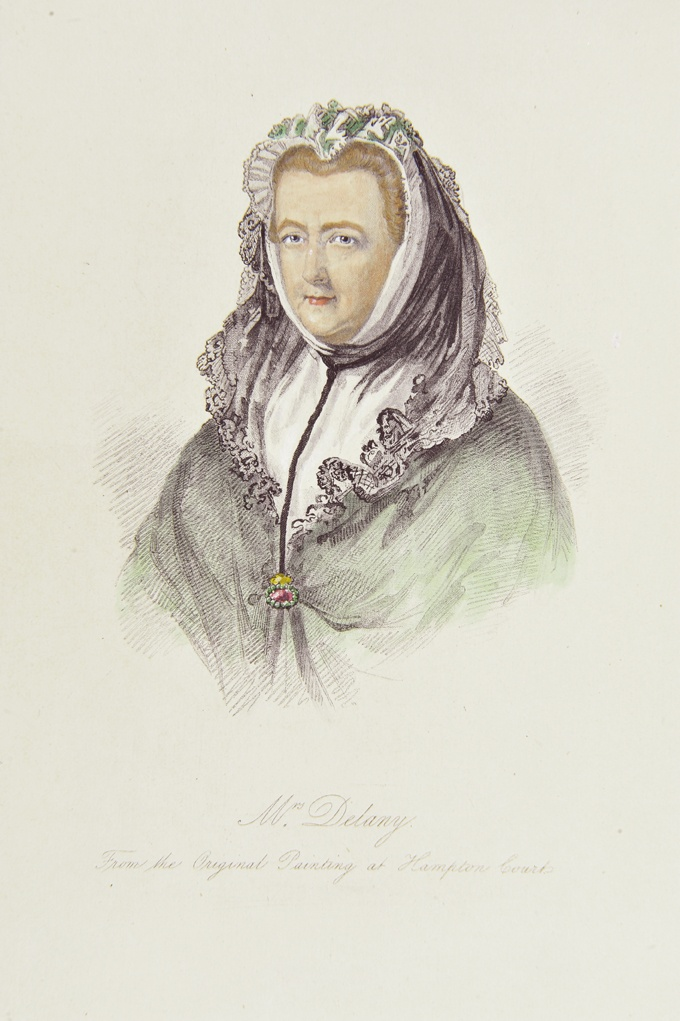
Mary Delany

Mary Delany (ur. 1700 w Coulston, zm. 15 kwietnia 1788 lub 1790) – brytyjska pisarka i artystka. 

## Życie
Jej dziadek był angielskim parem, a ojciec Bernard Granville – wojskowym. Wychowywana pod kierunkiem ciotki, Lady Stanley, która przygotowywała ją do kariery na dworze. Jednak w wieku 17 lat została wydana za mąż za Aleksandra Pendarvesa, starszego od niej o ok. 50 lat kornwalijskiego członka Izby Gmin. Małżeństwo nie było udane, więc w wieku 21 lat Mary udała się do Londynu, aby wieść życie dworskie. Po siedmiu latach od ślubu Pendraves zmarł. 
W 1743 roku, pomimo sprzeciwów rodziny, wyszła za anglikańskiego duchownego, Patricka Delany. W 1744 roku został on mianowany dziekanem Down. Przez kolejne lata para podróżowała pomiędzy Irlandią a Anglią. Wtedy Mary zaczęła pisać liczne listy do swojej siostry Anny Dewes. Listy te stały się w przyszłości częścią jej wydanej twórczości epistolograficznej. 
W 1768 r., po śmierci męża, Mary Delany pomieszkiwała częściowo w Bulstrode, w domu księżnej Portland. Tam poznała m.in. sir Josepha Banksa, którego kolekcja botaniczna zainspirowała ją do stworzenia przez nią kolaży kwiatowych. Sztukę tę uprawiała aż do 1781 r., kiedy to z powodu pogarszającego się wzroku musiała ją porzucić.  

## Twórczość

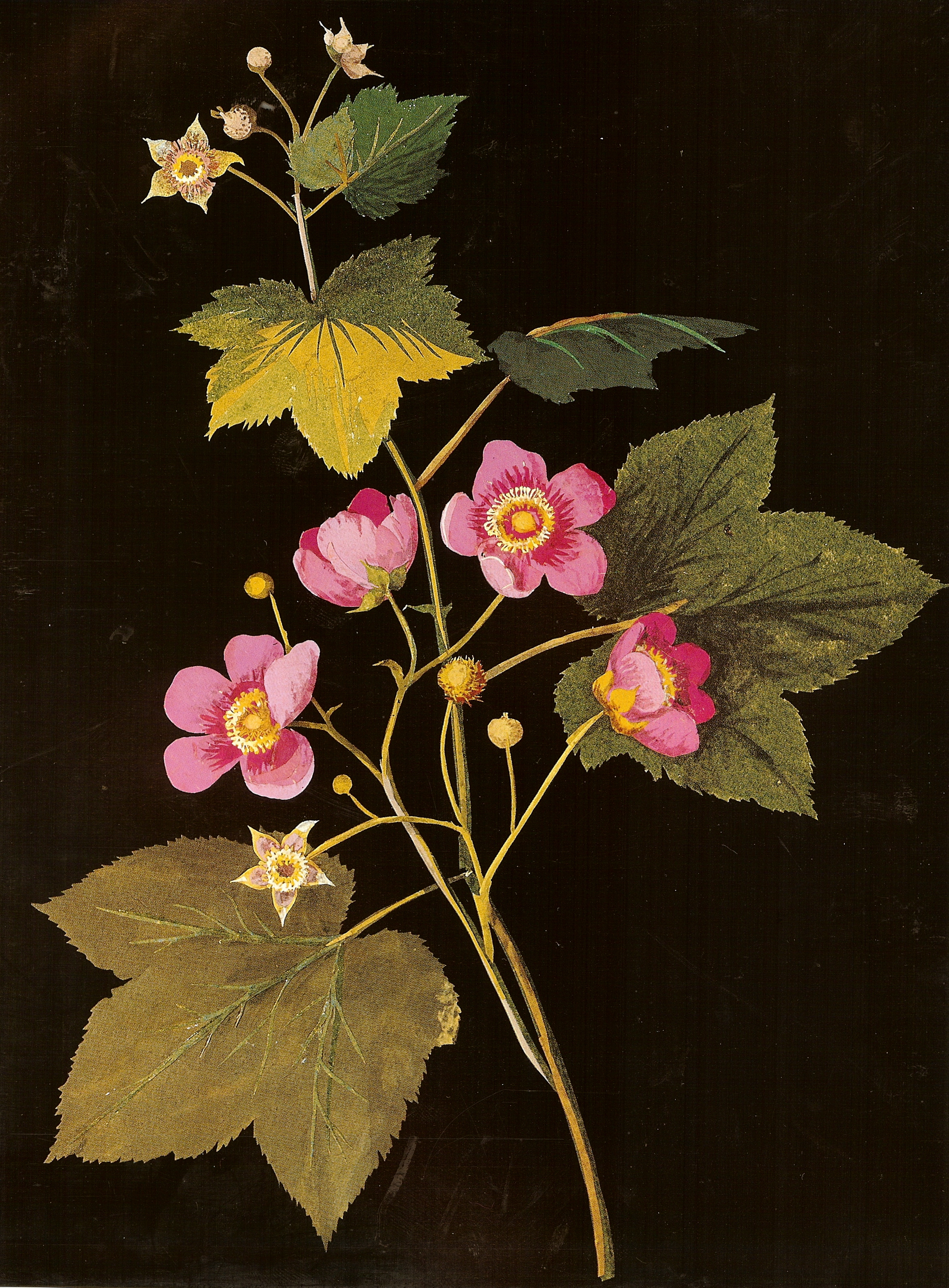
Jeden z kolaży Mary Delany

Mary Delany była znana zarówno ze swojej twórczości plastycznej jak i literackiej. 
W 1821 wydano niektóre listy Mary Delany napisane do Francis Hamilton, a w latach 1861-1862 opublikowano listy Mary Delany pisane do siostry. Wydano je w 6 tomach. Listy Delany zawierały wiele ciekawych obserwacji z życia dworu, króla i królowej oraz społeczeństwa Anglii i Irlandii tamtych czasów. Wzbogacone są też wiedzą o sztukach pięknych i botanice. 
Delany stworzyła też 985 kolaży kwiatowych. Kolaże te przedstawiały kwiaty naturalnej wielkości. Wykonywała je z małych kawałków papieru, które następnie naklejała na papier pokryty czarnym tuszem. Były bardzo szczegółowe i dobrze oddawały wygląd roślin. Kolaże przygotowywane były z bardzo wielu małych elementów; jedną roślinę mogło utworzyć nawet kilkaset elementów w wielu warstwach. Do każdego z nich dołączone były etykiety z nazwą zwyczajową i naukową rośliny, a z tyłu każdej pracy umieszczała informację o dacie stworzenia kolażu i osobie, która podarowała okaz. Kolaże zostały zebrane w 10 tomów, które w 1867 r. wydała krewna Mary Delany, Augusta Hall.